# 李云川
李云川（1919年10月—2016年3月26日），曾用名彭挺，山东鄄城县李进士堂乡李黄庄人，中华人民共和国政治人物、外交官。

## 生平
1939年，加入中国共产党。1941年，历任中共郓钜县委书记、济宁市区分委书记、南旺县委副书记、昆山县委书记、南旺县委书记、东平县委书记。1948年，任泰西地委宣传部部长。中华人民共和国成立后，历任鲁中南区党工委书记、山东省总工会生产部长等职。1952年，任中国第一机械工会筹备委员会办公室主任。1954年，任中国机械工会全国委员会副主席、主席，中华全国总工会国际部代理部长。1964年，进入中华人民共和国外交部工作。1970年，接替焦若愚担任中华人民共和国驻朝鲜大使。1976年，由吕志先接任。1976年，任中华人民共和国驻瑞士大使。1982年，调任劳动人事部副部长。
2016年3月26日，在北京去世，享年96岁。